# Liste der Bischöfe von Brügge
Die folgenden Personen waren Bischöfe des Bistums Brügge (Belgien):

## Pröpste
Der Propst der Kirche St. Donatianus war auch Kanzler von Flandern (seit 1089), aber kein Bischof. Brügge gehörte bis 1559 zum Bistum Tournai.
- Wibert 1046
- Balduin I. um 1066
- Erchembert 1067
- Renier oder Renard 1080–1089
- Lietbert 1090
- Berlulphe ca. 1100–1127
- Roger 1127–1157
- Peter I. 1158–1163
- Didier 1164–1165
- Robert I. de Douvres 1169–117x
- Gerard von Elsass ca. 1177–ca. 1207
- Wilhelm I. 1208–1231
- Fran on de Maldeghem 1232–1239
- Robert I. 1239–1240
- Phililpp von Savoyen 1240–1267
- Arnoul
- Johann I. de Dampierre ca. 1280–1292
- Leonard um 1295
- Ottobon de Caretto um 1317
- Henri de Culent 1333–1335
- Pierre II. de Chambly 1335
- Guy de Boulogne ca. 1340–1373
- Pierre III. Mazuyer 1374
- Malin de Nieppe 1374–1378
- Siger de Becke 1378–1393
- Guillaume II. Vernachten 1393–1397
- Jean II. Canard September bis Oktober 1397
- Balduin II. de Nieppe 1397–1410
- Raoul Mayer 1410–1437
- Johann III. von Burgund 1438–1439
- David von Burgund 1439–1451
- Ludwig von Burgund 1451–1456
- Gilbert von Brederode 1456–1457 oder 1467
- Anton Anneron 1457 oder 1467–1490
- François de Busleyden 1490–1502
- Georg von der Pfalz 1502–1513
- Jean IV. de Heusden 1513–1520
- Jean V. de Carondelet 1520–1543
- Claude de Carondelet 1543–1559

## Bischöfe
- 1560–1567: Petrus Curtius (Petrus De Corte)
- 1569–1594: Remigius Driutius (Remi Drieux)
- 1596–1602: Matthias Lambrecht
- 1604–1616: Karel-Filips De Rodoan
- 1616–1620: Antonius Triest (danach Bischof von Gent)
- 1623–1629: Denis Stoffels
- 1630–1639: Servaas de Quinckere
- 1642–1649: Nicolaas de Haudion
- 1651–1660: Carolus Van den Bosch (danach Bischof von Gent)
- 1662–1668: Robert de Haynin
- 1671–1681: François de Baillencourt
- 1682–1689: Humbertus Guilielmus de Precipiano (danach Erzbischof von Mecheln)
- 1691–1706: Guilielmus (Willem) Bassery
- 1706–1716: Vakanz
- 1710–1710: Claudius Albert von Horn, Elekt (Haus Horn)
- 1716–1742: Hendrik Jozef van Susteren
- 1743–1753: Jan-Baptist de Castillon
- 1754–1775: Joannes-Robertus Caimo
- 1777–1794: Felix Brenart

Zwischen 1802 und 1834 war Brügge Bestandteil des Bistums Gent. Ein neues Bistum Brügge gab es wieder ab 1834.
- 1834–1848: Franciscus-Renatus Boussen
- 1848–1864: Joannes-Baptista Malou
- 1864–1894: Johan Joseph Faict
- 1894–1895: Petrus De Brabandere
- 1895–1931: Gustavus Josephus Waffelaert
- 1931–1952: Henricus Lamiroy
- 1952–1984: Emiel-Jozef De Smedt
- 1984–2010: Roger Vangheluwe
- 2010–2015: Josef De Kesel, (danach Erzbischof von Mecheln-Brüssel)
- seit 2016: Lodewijk Aerts